# Karé Productions
Karé Productions est une société de production de cinéma fondée par Antoine Rein. Située à Paris, elle est aujourd'hui codirigée par Antoine Rein, Fabrice Goldstein et Antoine Gandaubert.
Elle a produit de nombreux longs et courts métrages qui ont remporté de nombreux prix : Oscar, César[réf. nécessaire]...

## Filmographie

### Longs métrages
- 2004 : J'me sens pas belle de Bernard Jeanjean
- 2007 : J'veux pas que tu t'en ailles de Bernard Jeanjean
- 2007 : Les Murs porteurs de Cyril Gelblat
- 2008 : Vilaine de Jean-Patrick Benes et Allan Mauduit
- 2009 : Rien de personnel de Mathias Gokalp
- 2010 : Le nom des gens de Michel Leclerc
- 2010 : Djinns de Hugues et Sandra Martin
- 2010 : Les Meilleurs Amis du monde de Julien Rambaldi
- 2011 : Un jour mon père viendra de Martin Valente
- 2012 : Du vent dans mes mollets de Carine Tardieu
- 2013 : Les Reines du ring de Jean-Marc Rudnicki
- 2016 : Juillet Août de Diastème
- 2023 : Sage-Homme de Jennifer Devoldere
- 2024 : Juliette au printemps de Blandine Lenoir
- 2024 : Mikado de Baya Kasmi

### Courts métrages
- 1999 : Touchez pas à ma poule !
- 2001 : Premier nu
- 2002 : Mi-temps
- 2002 : Bois ta Suze
- 2002 : You Sure?
- 2003 :  Abîmes
- 2003 : Après
- 2003 : Le Tarif de Dieu
- 2003 : Wolfpack
- 2004 : Connaissance du monde (drame psychologique)
- 2004 : Le Droit Chemin
- 2004 : Frédérique amoureuse
- 2005 : 40 Milligrammes d'amour par jour de Charles Meurisse
- 2005 : Patiente 69 de Jean-Patrick Benes et Allan Mauduit
- 2006 : Chair fraîche
- 2006 : Le Mozart des pickpockets de Philippe Pollet-Villard
- 2006 : Du pain et des fraises
- 2006 : Le Steak
- 2008 : Arrêt demandé|
- 2010 : Aglaée
- 2010 : La Coagulation des jours
- 2011 : J'aurais pu être une pute de Baya Kasmi